# Эштон, Кевин
Кевин Эштон (англ. Kevin Ashton; род. 1968) — британский инженер, внес значительный вклад в стандартизацию технологии RFID и ее использования для цепи поставок производственных товаров. Основал центр автоматической идентификации (Auto-ID Center) в Массачусетском технологическом институте (MIT), в котором была создана глобальная стандартная система для RFID и других сенсоров. Известен также тем, что первым ввел термин «Интернет вещей» как описание системы, в которой Интернет связан с физическим миром через вездесущие сенсоры.

## Биография
Кевин Эштон родился в городе Бирмингем (Великобритания).
Изучал Скандинавскую литературную программу в Университетском колледже Лондона с 1990 по 1994 год. Проводя время в Лондонском университете, он присоединился к студенческой газете, где стал ее редактором.
В 1995 году после окончания университета решил принять участие в стартап-компании Wagamama, компания специализируется на лапше, а именно предлагает блюда азиатской кухни на основе японской кухни. В компании Wagamama Эштон помогал в создании ее Интернет-бренда. Однако основатель Алан Яу не имел дохода для завершения проекта, и Эштон оставил эту должность.
После того как он покинул Wagamama, Эштону предложили должность в компании P&G, где он помогал в запуске линейки косметики для Oil of Olay — американский бренд по уходу за кожей, принадлежащий компании Procter & Gamble. Работая в своем подразделении, он заметил, что каждый раз, когда он посещал магазин, один из оттенков помады с его товарной линейки всегда был распродан. Поэтому он связался с менеджерами поставок в P&G и рассказал про эту проблему. В ответ ему сообщили, что помада на складе, а эта ситуация случайность. Но помады не было в наличии каждый раз, когда он посещал магазин. Так, работая помощником бренд-менеджера в Procter & Gamble (P&G) в 1997 году, он заинтересовался использованием RFID для управления цепочками поставок продукции P&G.
Работа над технологией RFID привела его в университет MIT, где он помог начать исследования консорциума RFID, создав Auto-ID центр вместе с профессорами Санджай Сарма, Санни Сиу и исследователем Дэвидом Броком. Центр открылся в 1999 году как исследовательский проект, спонсируемый промышленностью, с целью создания глобальной открытой стандартной системы RFID для ее использования по всему миру. Это была попытка внедрить идею радиочастотной идентификации (RFID) в цепь поставок производственных товаров. Эштон был исполнительным директором центра. Под руководством Эштона и профессора Сармы количество спонсоров выросло до 103, а дополнительные лаборатории финансировались в других крупных университетах по всему миру. Как только система была разработана, MIT лицензировал ее для некоммерческого органа по вопросам стандартов GS1, а проект достиг своей цели и был завершен. Лаборатории были переименованы в Auto-ID Labs и продолжили исследования.
Эштон стал высокотехнологичным предпринимателем с стартап-компаниями ThingMagic, EnerNOC (NASDAQ: ENOC), Zensi. Компанию Zensi он основал вместе с Шветаком Пателом. Компания Zensi была приобретена компанией Belkin International в апреле 2010 года. После этого Эштон разработал и запустил систему домашней автоматизации Belkin WeMo.
В апреле 2013 года для статьи в журнале Quartz, Эштон создал в социальной сети Твиттер фейковый аккаунт Сантьяго Своллоу (англ. Santiago Swallow), вымышленного мексиканского гуру социальных медиа, специализирующегося на «imagined self».
Для вымышленного эксперта были куплены платные подписчики (90000 подписчиков) в Твиттере и написана биография в Википедии. Создание такого феномена стало попыткой показать, что настоящий авторитет не связан с наличием большого количества последователей и подписчиков в Twitter, а также то, что с помощью большого количества подписчиков, можно стать известным и уважаемым героем социальных сетей.

## Научные публикации
Научные публикации Кевина Эштона можно найти в ведущих научных и медия журналах:
- The Atlantic;
- New York Times;
- RFID[9] ;
- Medium[10];
- Quartz[11].

На конец 2020 года, согласно библиографической и реферативной базе данных Скопус, Эштон имел две научные публикации, которые были процитированы 358 раз в 354 статьях. Таким образом его индекс Хирша составлял 2.
В то же время по данным Google Scholar научные и научно-популярные публикации Эштона были процитированы 5851 раз, а индекс Хирша составил 11.

## Книги
В 2015 году опубликовал книгу «Как научить лошадь летать» (англ. How to Fly a Horse: The Secret History of Creation, Invention, and Discovery). Книга посвящена истории творчества, изобретений и открытий. В книге автор развенчивает миф о гениальности и доказывает, что инновации — это результат упорного труда.
В января 2016 года книга «Как научить лошадь летать» удостоилась премии «Лучшая деловая книга года» (англ. Best Business Book of the Year) от 1-800-CEO-READ (Porchlight Books).